# Élections législatives de 1986 dans le Doubs
Les élections législatives françaises de 1986 ont lieu le 16 mars 1986. Dans le département du Doubs, cinq députés sont à élire dans le cadre d'un scrutin proportionnel par liste départementale à un seul tour.

## Élus
| Député élu           |  | Parti     |
| -------------------- |  | --------- |
| Roland Vuillaume     |  | RPR       |
| Michel Jacquemin     |  | UDF (CDS) |
| Gérard Kuster        |  | RPR       |
| Guy Bêche            |  | PS        |
| Huguette Bouchardeau |  | app. PS   |

## Listes en présence

### Extrême gauche (LO)
| N° | Candidats           | Parti | Parti | Principales fonctions       |
| -- | ------------------- | ----- | ----- | --------------------------- |
| 01 | Christian Driano    |       | LO    | Ouvrier ajusteur            |
| 02 | Georges Kvartskhava |       | LO    | Ouvrier électricien         |
| 03 | Marie-France Roche  |       | LO    | Aide-soignante              |
| 04 | Denis Carrat        |       | LO    | Ouvrier ajusteur            |
| 05 | Christiane Rolandez |       | LO    | Manipulatrice en radiologie |
|    |                     |       |       |                             |
| 06 | Camille Bailly      |       | LO    | Ouvrière                    |
| 07 | Albert Kuenzi       |       | LO    | Ouvrier polisseur           |

### Extrême gauche (LCR)
| N° | Candidats           | Parti | Parti | Principales fonctions |
| -- | ------------------- | ----- | ----- | --------------------- |
| 01 | Jean-Michel Maître  |       | LCR   | Instituteur           |
| 02 | Claudine Pedroletti |       | LCR   | Laborantine           |
| 03 | Jean-Michel Guillot |       | LCR   | Ouvrier               |
| 04 | Désiré Debard       |       | LCR   | Ouvrier               |
| 05 | Josiane Ollagnier   |       | LCR   | Ouvrière              |
|    |                     |       |       |                       |
| 06 | Gérard Millot       |       | LCR   | Ouvrier               |
| 07 | Anne Raimbault      |       | LCR   | Enseignante           |

### Extrême gauche (MPPT)
| N° | Candidats        | Parti | Parti | Principales fonctions    |
| -- | ---------------- | ----- | ----- | ------------------------ |
| 01 | Pierre Saulnier  |       | MPPT  | Agent d'exploitation PTT |
| 02 | Michel Picoulet  |       | MPPT  | Ouvrier                  |
| 03 | Christian Oberon |       | MPPT  | Ouvrier                  |
| 04 | Pasquale Petulla |       | MPPT  | Étudiant                 |
| 05 | Rémi Jahin       |       | MPPT  | Instituteur              |
|    |                  |       |       |                          |
| 06 | Georges Boyer    |       | MPPT  | Instituteur spécialisé   |
| 07 | Alex Mitero      |       | MPPT  | Ouvrier cariste          |

### Parti communiste français
| N° | Candidats        | Parti | Parti | Principales fonctions                                         |
| -- | ---------------- | ----- | ----- | ------------------------------------------------------------- |
| 01 | Martial Bourquin |       | PCF   | Ancien ouvrier, permanent politique                           |
| 02 | Serge Paganelli  |       | PCF   | Conseiller général et maire d'Audincourt, permanent politique |
| 03 | André Vagneron   |       | PCF   | Adjoint au maire de Besançon, directeur d'école retraité      |
| 04 | Gabrielle Briot  |       | PCF   | Professeure                                                   |
| 05 | Michel Vardanéga |       | PCF   | Conseiller municipal de Morteau, artisan horloger             |
|    |                  |       |       |                                                               |
| 06 | Claude Asal      |       | PCF   | Cadre EDF chargé de la formation professionnelle              |
| 07 | Chantal Wojcik   |       | PCF   | Conseillère municipale de Mandeure, ouvrière                  |

### Parti socialiste
| N° | Candidats            | Parti | Parti   | Principales fonctions                                                                       |
| -- | -------------------- | ----- | ------- | ------------------------------------------------------------------------------------------- |
| 01 | Guy Bêche            |       | PS      | Député sortant et adjoint au maire de Montbéliard, technicien                               |
| 02 | Huguette Bouchardeau |       | PS app. | Ministre de l'Environnement, enseignante                                                    |
| 03 | Denis Roy            |       | PS      | Conseiller municipal de Morteau, instituteur                                                |
| 04 | Jean-Louis Desroches |       | PS      | Maire d'Hérimoncourt, animateur social                                                      |
| 05 | Jean-Louis Fousseret |       | PS      | Adjoint au maire de Besançon, technicien                                                    |
|    |                      |       |         |                                                                                             |
| 06 | Françoise Boilletot  |       | PS      | Commerçante, Valentigney                                                                    |
| 07 | Marc Chapelain       |       | PS      | Conseiller général du Canton d'Ornans et conseiller municipal d'Ornans, professeur retraité |

### Opposition (RPR-UDF-CNI)
| N° | Candidats        | Parti | Parti   | Principales fonctions                                                                                        |
| -- | ---------------- | ----- | ------- | --- |
| 01 | Roland Vuillaume |       | RPR     | Député sortant, Conseiller général du Canton de Mouthe et maire de Pontarlier, ingénieur des travaux publics |
| 02 | Michel Jacquemin |       | UDF-CDS | Chef d'entreprise et ingénieur                                                                               |
| 03 | Gérard Kuster    |       | RPR     | Conseiller général du Canton de Montbéliard-Est, conseiller municipal de Montbéliard, directeur de société   |
| 04 | Claude Girard    |       | RPR     | Conseiller général du Canton d'Audeux, adjoint au maire de Pouilley-les-Vignes, agent commercial             |
| 05 | Maurice Pavy     |       | UDF-PR  | Conseiller municipal de Besançon, agent général d'assurances                                                 |
|    |                  |       |         | |
| 06 | Yvette Bouclet   |       | UDF-NCS | Responsable du travail des femmes chez Peugeot                                                               |
| 07 | Michel Vialatte  |       | RPR     | Haut fonctionnaire                                                                                           |

### Divers droite (UDF diss.)
| N° | Candidats            | Parti | Parti     | Principales fonctions |
| -- | -------------------- | ----- | --------- | --- |
| 01 | Michel Bittard       |       | UDF diss. | Conseiller général du Canton de Besançon-Sud, vice-président du conseil général et conseiller municipal de Besançon, professeur d'université |
| 02 | Léonel de Moustier   |       | UDF diss. | Directeur d'entreprise, maire de Cubry |
| 03 | Alain Boehnlen       |       | DVD       | Conseiller principal d'éducation, conseiller municipal de Beaulieu-Mandeure                                                                  |
| 04 | Jean-Marie Thiébaud  |       | DVD       | Adjoint au maire de Pontarlier, médecin généraliste                                                                                          |
| 05 | Martial Lenoir       |       | DVD       | Agréé en architecture |
|    |                      |       |           | |
| 06 | Jean-Pierre Laurent  |       | DVD       | Cadre administratif |
| 07 | Jean-Michel Renaudin |       | DVD       | Technicien |

### Extrême droite (FN)
| N° | Candidats         | Parti | Parti | Principales fonctions                                    |
| -- | ----------------- | ----- | ----- | -------------------------------------------------------- |
| 01 | Hervé Lavenir     |       | FN    | Administrateur de sociétés, ancien maire de Gatey (Jura) |
| 02 | René Mars         |       | FN    | Commerçant                                               |
| 03 | Claude Cornillet  |       | FN    | Maitre d'œuvre                                           |
| 04 | Claude Laithier   |       | FN    | Exploitant agricole, conseiller municipal de Bugny       |
| 05 | Bernard Lalarme   |       | FN    | Commerçant                                               |
|    |                   |       |       |                                                          |
| 06 | Just Schevènement |       | FN    | Officier en retraite                                     |
| 07 | Olivier Bouffard  |       | FN    | Cadre commercial                                         |

### Extrême droite (POE)
| N° | Candidats         | Parti | Parti | Principales fonctions      |
| -- | ----------------- | ----- | ----- | -------------------------- |
| 01 | Abdelmajid Rezgui |       | POE   | Agent SNCF                 |
| 02 | Roland Périé      |       | POE   | Chef de section aux P et T |
| 03 | Mohamed Sahlaoui  |       | POE   | Mécanicien tourneur        |
| 04 | Rabah Boussour    |       | POE   | Commerçant                 |
| 05 | Dahouya Boudjnane |       | POE   |                            |
|    |                   |       |       |                            |
| 06 | Michèle Pansart   |       | POE   |                            |
| 07 | Lakhdar Ahansri   |       | POE   | Tôlier                     |

## Résultats

### Résultats à l'échelle du département
| Liste Parti politique | Liste Parti politique                                                                                             | Tête de liste      | Tour unique | Tour unique | Sièges |
| Liste Parti politique | Liste Parti politique                                                                                             | Tête de liste      | Voix        | %           | Sièges |
| --------------------- | --- | ------------------ | ----------- | ----------- | ------ |
|                       | L'union RPR/UDF/CNI Rassemblement pour la République (UDF - CNI)                                                  | Roland Vuillaume   | 95 244      | 41,04       | 3      |
|                       | Pour une majorité de progrès avec le président de la République Parti socialiste                                  | Guy Bêche          | 82 359      | 35,48       | 2      |
|                       | Liste de Rassemblement national présentée par le Front national Front national                                    | Hervé Lavenir      | 24 039      | 10,36       | 0      |
|                       | Liste présentée par le Parti communiste français Parti communiste français                                        | Martial Bourquin   | 13 589      | 5,85        | 0      |
|                       | Union d'opposition républicaine et libérale Divers droite (diss. UDF)                                             | Michel Bittard     | 11 257      | 4,85        | 0      |
|                       | Liste Lutte ouvrière Lutte ouvrière                                                                               | Christian Driano   | 3 118       | 1,34        | 0      |
|                       | Liste du Mouvement pour un parti des travailleurs Doubs Extrême gauche (Mouvement pour un parti des travailleurs) | Pierre Saulnier    | 1 072       | 0,46        | 0      |
|                       | Liste LCR Ligue communiste révolutionnaire                                                                        | Jean-Michel Maître | 755         | 0,33        | 0      |
|                       | Liste du Parti ouvrier européen Extrême droite (Parti ouvrier européen)                                           | M. Rezgui          | 671         | 0,29        | 0      |
|                       | |                    |             |             |        |
| Inscrits              | Inscrits | Inscrits           | 303 828     | 100,00      | 5      |
| Abstentions           | Abstentions | Abstentions        | 60 280      | 19,84       |        |
| Votants               | Votants | Votants            | 243 548     | 80,16       |        |
| Blancs et nuls        | Blancs et nuls | Blancs et nuls     | 11 444      | 4,70        |        |
| Exprimés              | Exprimés | Exprimés           | 232 104     | 95,30       |        |